# Mojama

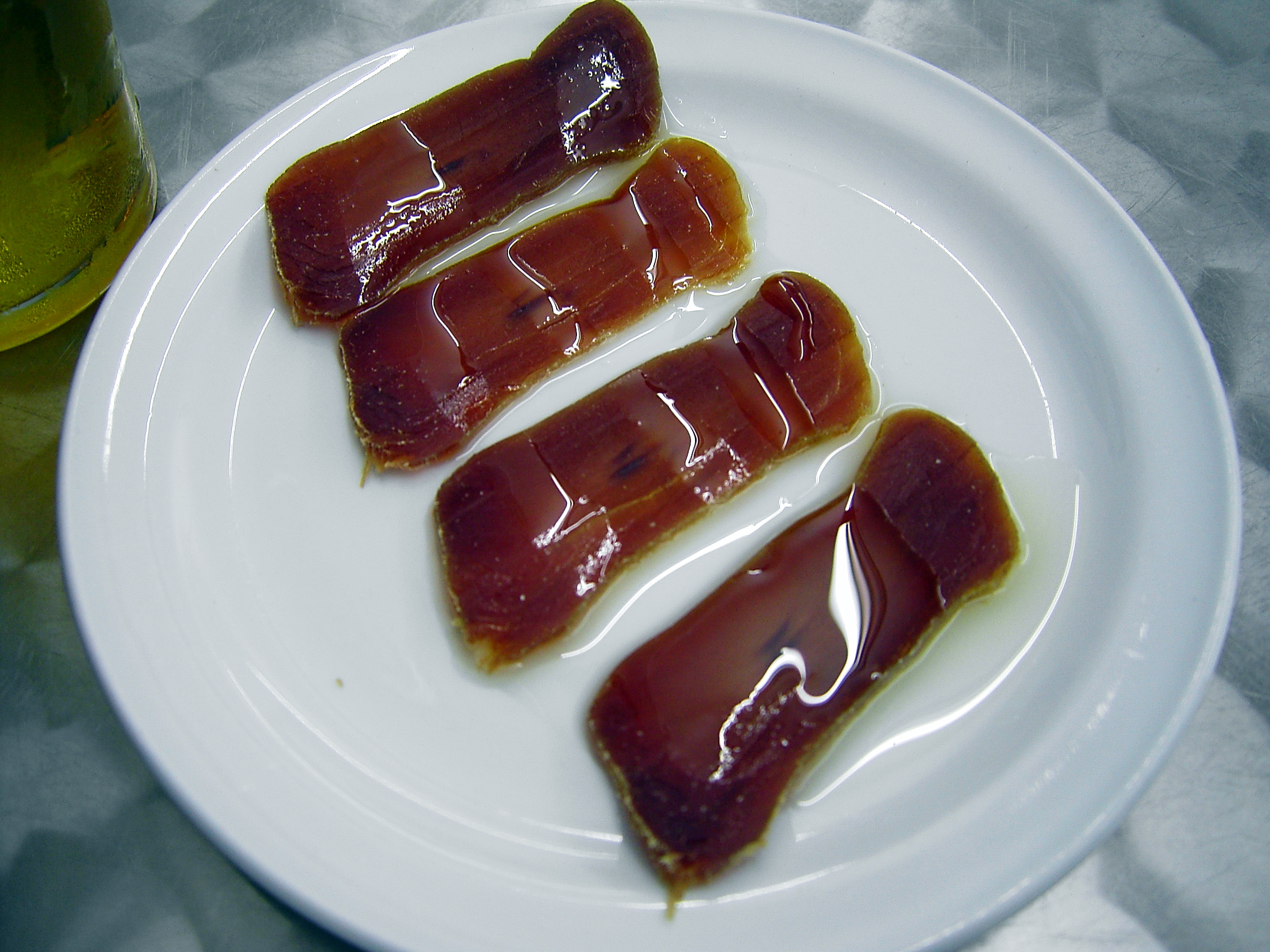
Mojama

Mojama is een Spaanse delicatesse die bestaat uit gedroogde en gezouten rode tonijn.
Mojama wordt gemaakt van de lendenstukken van de tonijn die twee dagen onder druk in het zout hebben gelegen. Daarna wordt het zout weggewassen waarna de tonijn in de zon en de zeewind voor 15 tot 20 dagen te drogen wordt gelegd. Mojama wordt traditioneel in dunne plakjes geserveerd met een beetje olijfolie en wat amandel en tomaat.
Het woord mojama komt van het Arabisch musama dat droog betekent.